# La reina del flow
La reina del flow est une telenovela colombienne diffusée entre le 12 juin 2018 et le 9 octobre 2018 sur Caracol Televisión ,. Elle est également diffusée sur Netflix depuis le 29 décembre 2018 en version originale.
Elle est diffusée en version française sur le réseau Outre-Mer La 1ère entre le 28 août 2019 et le 19 décembre 2019 et sur IDF1 (idf1.fr) depuis le 27 janvier 2020. La saison 1 compte 82 épisodes.
La saison 2 est diffusée depuis le 26 avril 2021 sur Caracol Televisión.
La saison 2 compte 89 épisodes.
Elle est diffusée sur Netflix depuis le 17 novembre 2021.

## Synopsis
L'histoire tourne autour de Yeimy Montoya (Carolina Ramírez), une jeune femme humble et talentueuse, passionnée de musique urbaine, qui rêve de devenir la meilleure chanteuse du milieu artistique. Cependant, ses souhaits sont tronqués lorsqu'elle est impliquée dans une tromperie perpétrée par la personne en qui elle a le plus confiance. Pour cette raison, Yeimy paie une peine injuste dans une prison à New York, aux États-Unis, après avoir perdu sa famille sur les ordres d'un grand narcotrafiquant, Dúver Cruz, alias Manín. Depuis lors, son seul but sera de sortir et de se venger de tous ceux qui ont mis fin à sa vie et à celle de ses proches. Pour cela, elle devient une personne frivole et calculatrice, qui pense vite et agit avec discrétion. Cela va changer son identité et elle s'infiltre parmi ses ennemis pour les détruire un par un.

## Distribution
- Carolina Ramírez : Yeimy Montoya / Tammy Andrade
- Carlos Torres : Carlos Cruz "Charly Flow"
- Andrés Sandoval :  Juan Camilo Mesa "Juancho"
- Adriana Arango : Ligia Martínez de Cruz
- Mabel Moreno : Gema Granados de Cruz
- Lucho Velasco : Dúver Cruz "Manín"
- Pacho Rueda : Lucio
- Diana Wiswell : Catalina "Cata" Bedoya
- Mariana Garzón : Vanessa "Vane" Cruz Granados
- Kiño : Axl
- Sebastián Silva : Alberto Espitia "Pite"
- Juan Manuel Restrepo : Charly Cruz (jeune) / Erick Cruz / Mateo Cruz Montoya "el Pezkoi"
- María José Vargas (es) : Yeimy Montoya (jeune)
- Guillermo Blanco : Juan Camilo Mesa "Juancho" (jeune)
- Mariana Gómez : Irma Serna "el Huracán"
- Kevin Bury : Cris Vega
- Alejandro Otero  : Jack Del Castillo
- Valentina Lizcano : Zulma López
- Carmenza Cossio : Carmenza de Montoya

Voix chantées:
- Alejandro Valencia (saisons 1/2) voix chantée de Carlos Charly Flow Cruz Martinez
- Gelo Arango (saison 1) / Guita (saison 2) voix chantées de Yeimy Montoya Velez / Tammy Andrade

## Invités spéciaux
Plusieurs chanteurs venant d'Amérique du Sud, comme Sebastián Yatra, Karol G, Paty Cantú, Joey Montana, Rauw Alejandro font des apparitions dans cette telenovela.

## Diffusion
- Caracol Televisión (2018)
- Netflix
- Outre-Mer La 1ère (2019)
- Métropolitaine IDF1 (2020-2021)
- SIC Mulher (2022)

## Versions
- La reina soy yo (Televisa, 2019)